# 麻袋

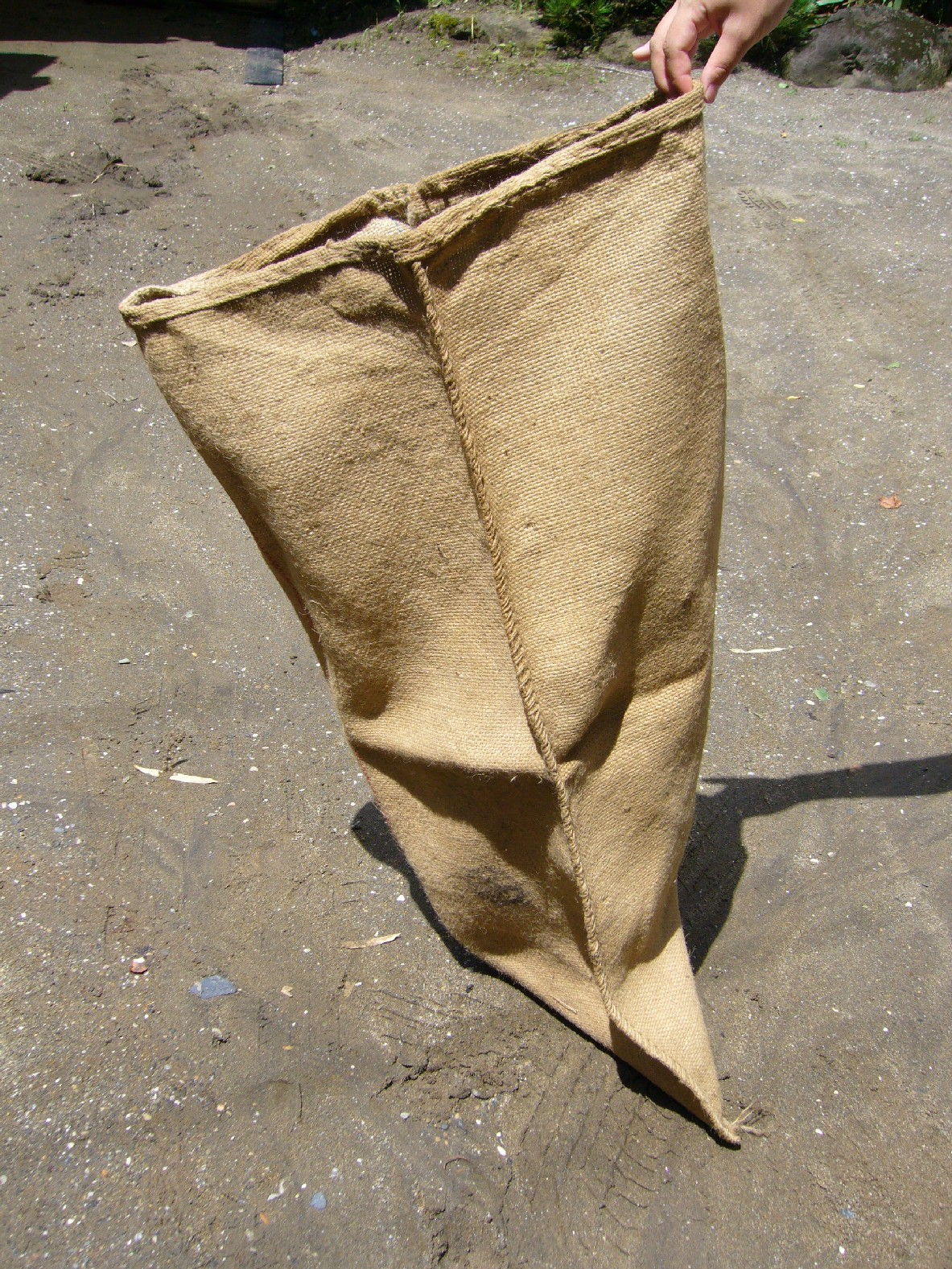
麻袋

麻袋是一种廉价可重复使用的的袋子，通常可容纳约50公斤物體，传统上由黄麻、火麻或其他粗麻布天然纤维制成。現代麻袋通常由合成纤维制成，例如聚丙烯。传统上麻袋用于运输谷物、马铃薯、咖啡豆和其他农产品。
麻袋有時被用作控制侵蝕的沙袋，特別是在緊急情況下。直到二十世紀後期，麻袋才變得不那麼常見，它們一直是農村撲滅草原火災的主要工具之一，人們在有水的時候就把麻袋浸濕。麻袋在傳統的兒童麻袋賽跑遊戲中也很受歡迎。
一個麻袋可容納約50（110磅）土豆，尺寸為 45英寸（110）乘 34英寸（86）。雖然現在不再用麻袋來運輸土豆，但愛達荷州的農民仍然以「袋」為土豆的常用計量單位。

## 尺寸
袋子大小不一容積最大可達200公升，工業和建築業使用的袋子容量更大，但這些袋子在技術上被稱為散裝容器或大袋，標準容積例如為1000公升。有蓋的袋子（蓋袋）據說具有衛生、防水的包裝優勢，還能保護材料。
用於散裝物品的小型包裝，由織物、紙張或塑膠製成，在德國通常被稱為“袋子”或“小袋”，在奧地利和巴伐利亞州部分地區則被稱為“Sackerl”。在巴登-符騰堡州部分地區，也使用“Guck”一詞來指稱這種包裝。
運輸和儲存時，袋子頂部會打結或用繩子捆紮。人工運輸時，通常會採用背負式。手推車也可用於運輸袋子。大型袋子（例如大袋子）裝滿後通常只能透過機械方式搬運，例如使用堆高機。